# Team NIII 3rd Stage「Fiona.N」公演
Team NIII 3rd Stage「Fiona.N」公演是GNZ48的剧场公演，此套公演是GNZ48 Team NIII的第二套原創公演，也是GNZ48「Miss」系列公演的首套公演。

## 概要
《Fiona.N》是GNZ48 Team NIII的第二套原創公演，也是GNZ48「Miss」系列公演的首套公演。《Fiona.N》作为GNZ48全新原创公演系列「Miss」系列的首套公演，将增强与其他公演的故事联动性。《Fiona.N》将成为串联起系列公演《Victoria.G》和《Mia.Z》的关键序章。本场公演将风格具象化。新公演将融入更多音乐风格和舞蹈、舞台元素，呈现风格突出和个性鲜明的Team NIII。

## 公演曲目
1. overture
2. Made in China
（作词：吕孝廷、田纳　作曲：吕孝廷　编曲：吕孝廷）
3. ？？？
（作词：Tpe Uncle　作曲：Mcfiled Chicken　编曲：Mcfiled Chicken）
4. ！！！
（作词：Tpe Uncle　作曲：OKBOYS　编曲：OKBOYS）
5. Miss Fiona
（作词：Mayu Huang 黄枫宜　作曲：朴志娟、韩在俊　编曲：韩在俊）
6. One life
（作词：廖芸珮　作曲：朴志娟、韩在俊　编曲：韩在俊）
7. 花寄
（作词：NINA　作曲：Project M　编曲：Project M）
8. 暗中观察
（作词：田纳　作曲：金源奕　编曲：金源奕）
9. ＋－
（作词：田纳　作曲：金源奕　编曲：金源奕）
10. 用我的声音
（作词：吕孝廷　作曲：唐绍葳　编曲：唐绍葳）
11. 噗通噗通
（作词：吕孝廷　作曲：吕孝廷　编曲：吕孝廷）
12. 谁是傻瓜
（作词：Mayu Huang 黄枫宜　作曲：Mayu Huang 黄枫宜　编曲：任中强）
13. 给Victoria的秘密 / Listen to Mia / 内心戏
（作词：Kiyou　作曲：OKBOYS　编曲：OKBOYS）/（作词：Mayu Huang 黄枫宜　作曲：金源奕　编曲：金源奕）/（作词：冯嘉希、田纳　作曲：金源奕、朴志娟　编曲：金源奕）
14. 人生经验
（作词：甘世佳　作曲：Shaliponte　编曲：Shaliponte）
15. 不完美
（作词：Tpe Uncle　作曲：Project M　编曲：Project M）
16. 不放手
（作词：Tpe Uncle　作曲：Mcfiled Chicken　编曲：Mcfiled Chicken）
17. 不负众望
（作词：吕孝廷　作曲：吕孝廷　编曲：吕孝廷）

### 關於公演曲目
- 公演曲目《噗通噗通》是一個新類型的十六人曲，每個成員都有演出機會，唯每場公演只有一人演出。
- 《噗通噗通》結束後公演现场设置了“打電話”環節，現場三位超级VIP坐席观众分別代表M12三首歌，成員經由舞台上的‘電話’联线現場超V观众，可得知M12會演唱哪一首歌。

## GNZ48 Team NIII 3rd Stage「Fiona.N」公演
- 公演期間：2018年7月6日－[5][6]

- 出演成员
  - 常规16人演出：陈慧婧、陈楠茜、陈欣妤、冯嘉希、洪静雯、卢静、刘力菲、刘倩倩、唐莉佳、谢艾琳、冼燊楠、肖文铃、熊心瑶、郑丹妮、左嘉欣、左婧媛
  - 初日演出：陈慧婧、陈楠茜、陈欣妤、冯嘉希、高雪逸、洪静雯、卢静、刘力菲、刘倩倩、唐莉佳、吴羽霏、谢艾琳、冼燊楠、肖文铃、熊心瑶、郑丹妮、左嘉欣、左婧媛

- 分組曲擔當
  - One life（陈慧婧、洪静雯、左嘉欣、左婧媛）
  - 花寄（刘力菲、谢艾琳）
  - 暗中观察（陈楠茜、冼燊楠、肖文铃、熊心瑶、郑丹妮）
  - ＋－（陈欣妤、冯嘉希）
  - 用我的声音（刘倩倩（洋鼓）、唐莉佳（吉他）、卢静（铃鼓））
  - 噗通噗通（陈慧婧／陈楠茜／陈欣妤／冯嘉希／洪静雯／卢静／刘力菲／刘倩倩／唐莉佳／谢艾琳／冼燊楠／肖文铃／熊心瑶／郑丹妮／左嘉欣／左婧媛）

## GNZ48 Team NIII 3rd Stage「Fiona.N」公演RESTART
- 公演期間：2021年7月3日－

- 出演成員
  - 常規16人演出：
  - 初日演出：陳楠茜、洪靜雯、江雨航、劉果、盧靜、劉力菲、呂曼菲、石竹君、吳羽霏、謝艾琳、冼燊楠、楊若惜、鄭丹妮、曾佳、張潤、項宇婧（預備生）

- 分組曲擔當
  - One life（陳楠茜、吳羽霏、冼燊楠、劉果、楊若惜）
  - 花寄（張潤、謝艾琳、江雨航、項宇婧）
  - ＋－（劉力菲、洪靜雯）
  - 用我的聲音（鄭丹妮、盧靜、曾佳）
  - 噗通噗通（石竹君、吕曼菲）

## SNH48年度金曲大赏各曲最高排名
| 歌曲             | 第5届     |
| ---------------- | --------- |
| Made in China    | 未入选    |
| ？？？           | 未入选    |
| ！！！           | 未入选    |
| Miss Fiona       | 未入选    |
| One Life         | 皓月组 12 |
| 花寄             | 未入选    |
| 暗中观察         | 未入选    |
| ＋－             | 未入选    |
| 用我的声音       | 未入选    |
| 噗通噗通         | 未入选    |
| 谁是傻瓜         | 未入选    |
| 给Victoria的秘密 | 未入选    |
| Listen to Mia    | 未入选    |
| 内心戏           | 未入选    |
| 人生经验         | 未入选    |
| 不完美           | 未入选    |
| 不放手           | 星辰组 2  |
| 不负众望         | 未入选    |

## 音源
GNZ48于2018年7月9-10日分批释出了该公演全部首演曲目的音源。未于首演表演的《Listen to Mia》及《内心戏》则没有上线。
收录曲目
| Unit     | Unit       | Unit  |
| 曲序     | 曲目       | 时长  |
| -------- | ---------- | ----- |
| 1.       | One Life   | 3:52  |
| 2.       | 噗通噗通   | 3:46  |
| 3.       | 花寄       | 4:41  |
| 4.       | ＋－       | 4:23  |
| 5.       | 暗中观察   | 3:16  |
| 6.       | 用我的声音 | 3:32  |
| 总时长： | 总时长：   | 23:20 |

| 16人曲   | 16人曲           | 16人曲 |
| 曲序     | 曲目             | 时长   |
| -------- | ---------------- | ------ |
| 1.       | 谁是傻瓜         | 3:58   |
| 2.       | 给Victoria的秘密 | 3:18   |
| 3.       | ？？？（问号）   | 4:13   |
| 4.       | 不放手           | 3:56   |
| 5.       | 不负众望         | 3:32   |
| 6.       | Miss Fiona       | 3:54   |
| 7.       | Made In China    | 4:28   |
| 8.       | ！！！（叹号）   | 4:07   |
| 9.       | 不完美           | 3:51   |
| 10.      | 人生经验         | 4:08   |
| 总时长： | 总时长：         | 39:25  |

## 外部連結
- GNZ48官方网站的介绍（页面存档备份，存于）